# 1. (hrvaška) divizija (KNOJ)
1. (hrvaška) divizija KNOJ je bila partizanska divizija, ki je delovala v sklopu Korpusa narodne obrambe Jugoslavije v Jugoslaviji med drugo svetovno vojno.
Ustanovljena je bila 5. avgusta 1944.